# Cyrtochilum hastatum
Cyrtochilum hastatum là một loài thực vật có hoa trong họ Lan. Loài này được (Ruiz & Pav.) Dalström mô tả khoa học đầu tiên năm 2001.